# 欧米加星云
歐米加星雲，也稱為天鵝星雲、核對符號星雲（Checkmark nebula）、或馬蹄星雲（在星表上是梅西耶17、M17、或NGC 6618），是坐落在銀河系中，位於人馬座的一個電離氫區。它是菲力浦·洛伊斯·德·切索在1745年發現的，查爾斯·梅西耶在1764年將它收錄於目錄中。

## 特徵

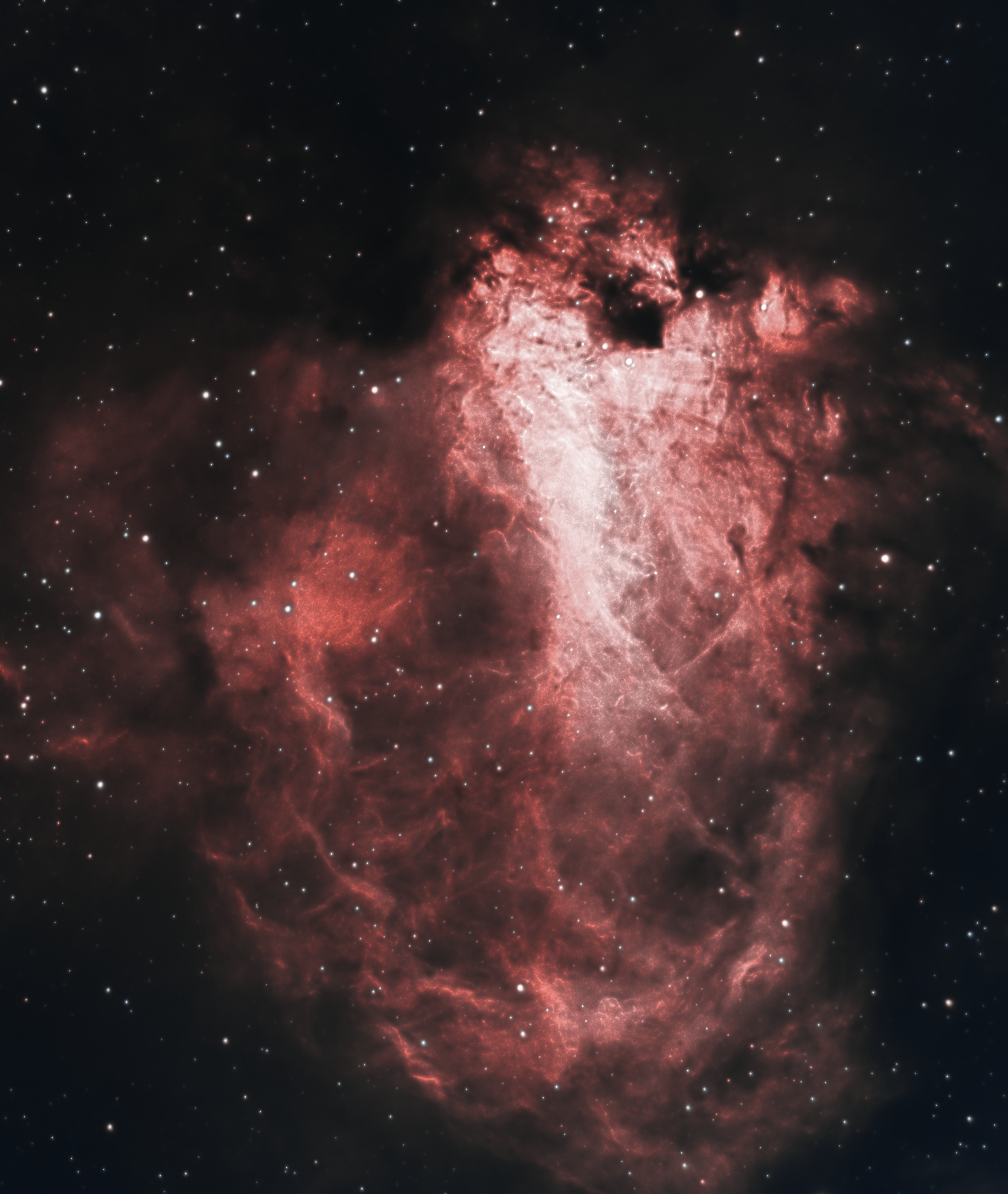
業餘天文學家查克·阿尤布（Chuck Ayoub）以窄帶拍攝的M17圖片。

歐米茄星雲距離地球約5,000至6,000光年之間，直徑約15光年。在這個星雲的星際物質是質量大約是30,000太陽質量，直徑大約40光年星雲的一部分。估計歐米茄星雲的總質量約為800太陽質量。
它被認為是我們銀河系中最亮、最大規模的恆星形成區域之一。它所在位置的幾何體與獵戶座大星雲相似，只不過它是以邊緣，而不是正面對著。
疏散星團NGC 6618嵌入在星雲中，由於來自這些年輕恆星的熱輻射，導致星雲的氣體發光；然而，星雲中的恆星數量實際上高得多，估計有800、1,000 顆光譜類型比早期的B9和O9更早的恆星，加上其外部形成區中的1,000顆以上的恆星。它也是已知最年輕的星團之一，年齡恰恰只有100萬歲。
高光度藍變星HD 168607位於歐米茄星雲的東南部，一般假定與它相關的近鄰，HD 168625可能也是。
M17的天鵝部分，人馬座星雲據說就像巴伯的棍子 。

## 圖集

歐米茄星雲（左），鷹星雲（中）和沙普利斯2-54（右）[8]。
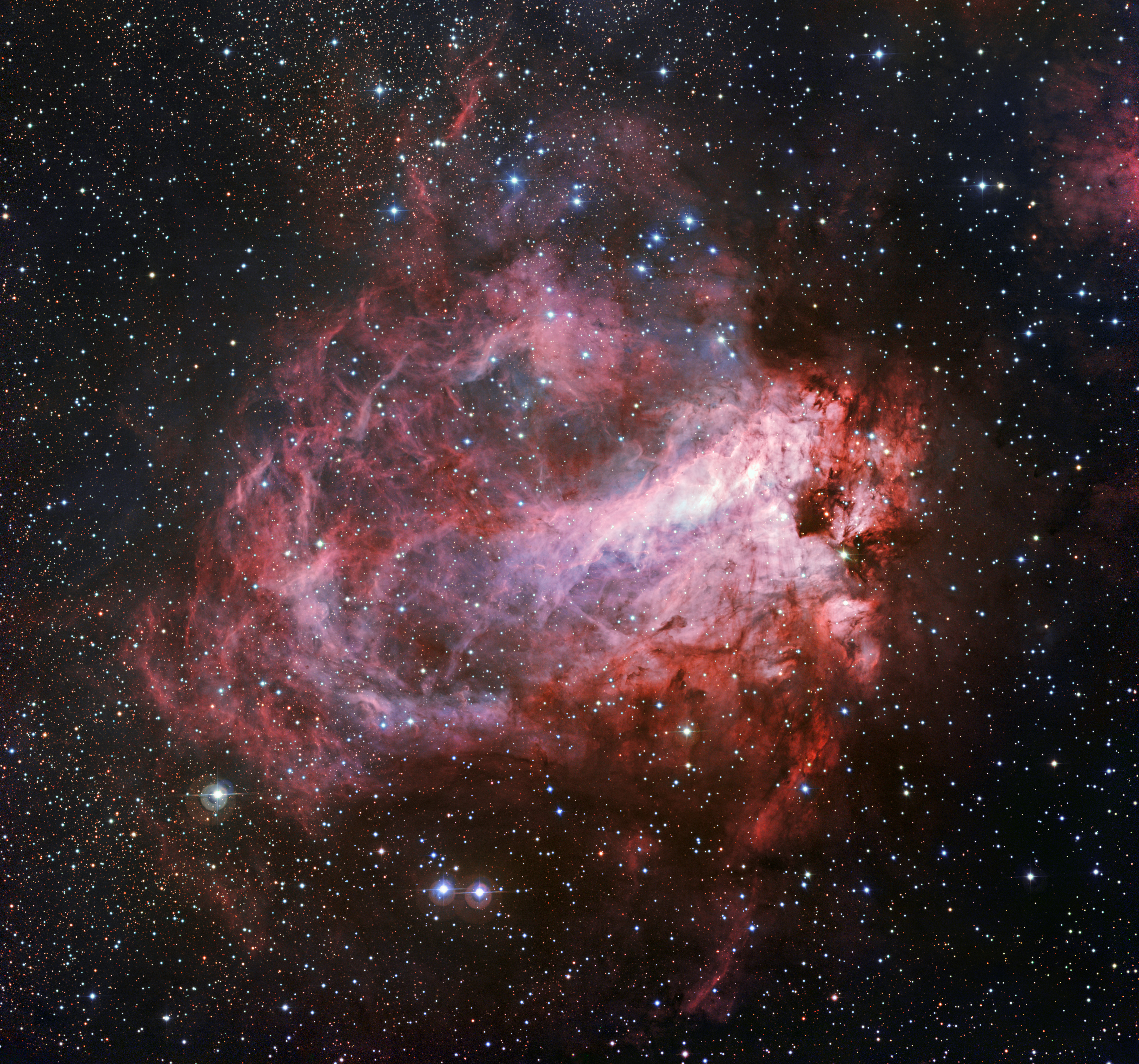
橫跨大約15光年的氣體和塵埃雲。
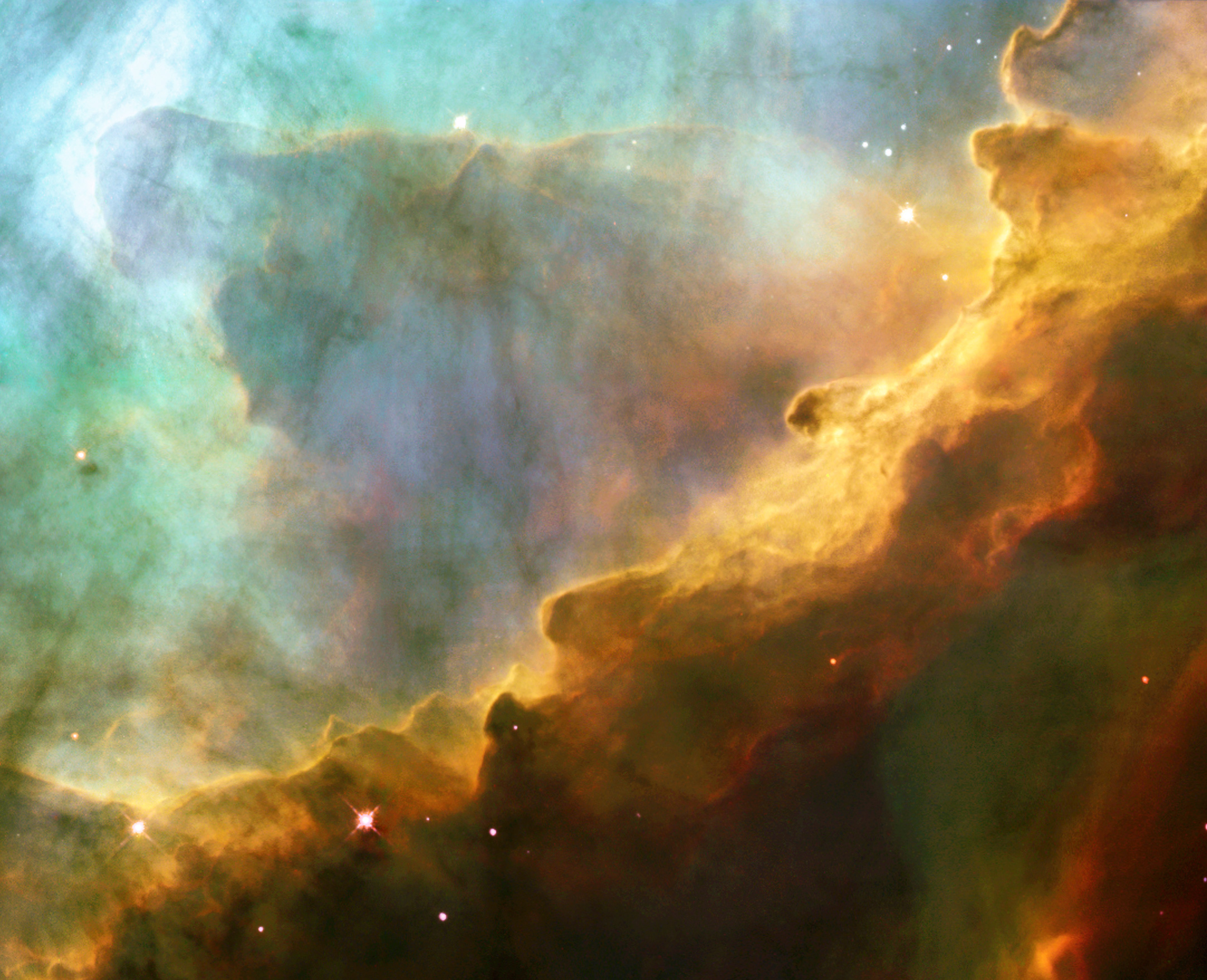
星雲的一部分。
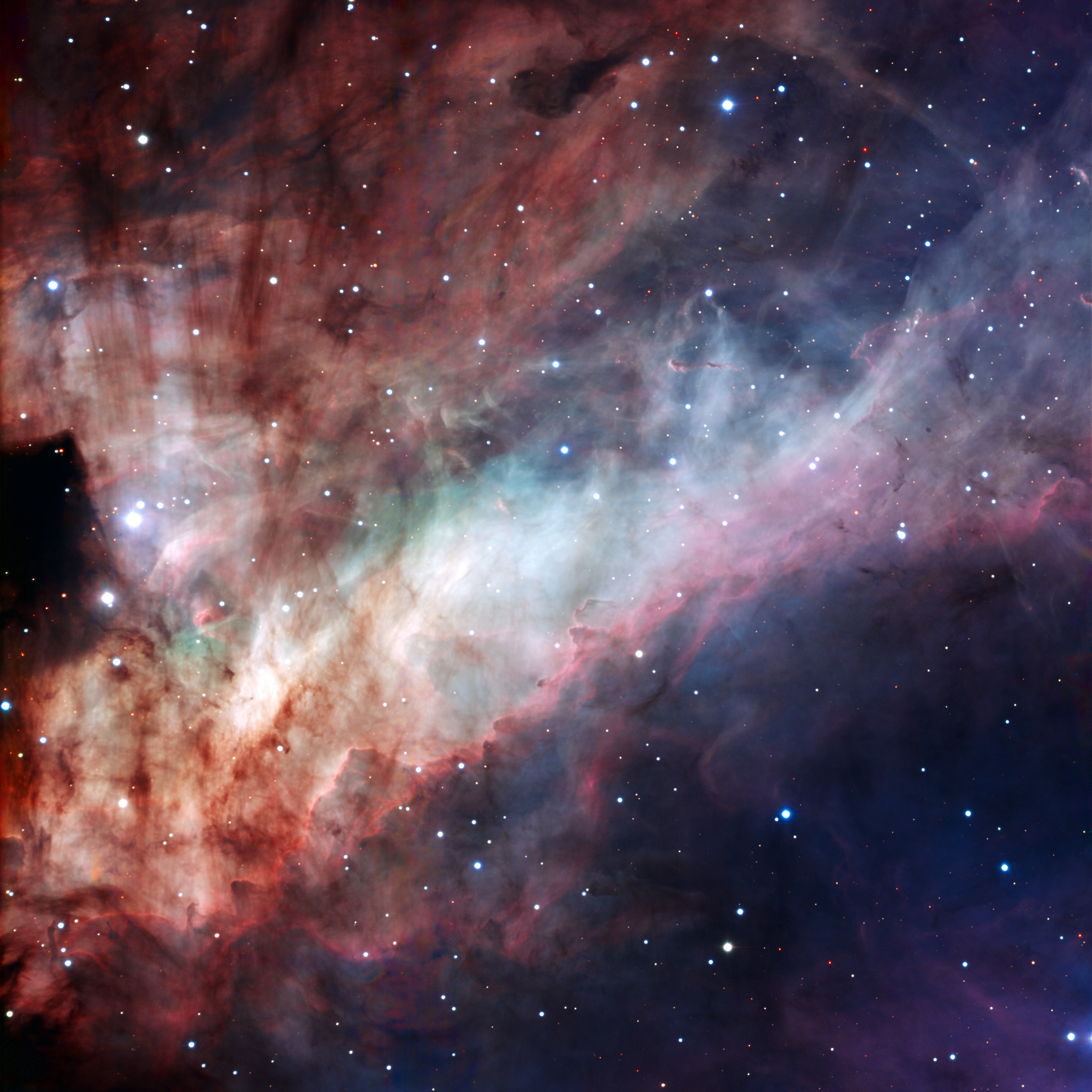
在拉西拉天文臺用3.58米的新技術望遠鏡獲得的合成影像。
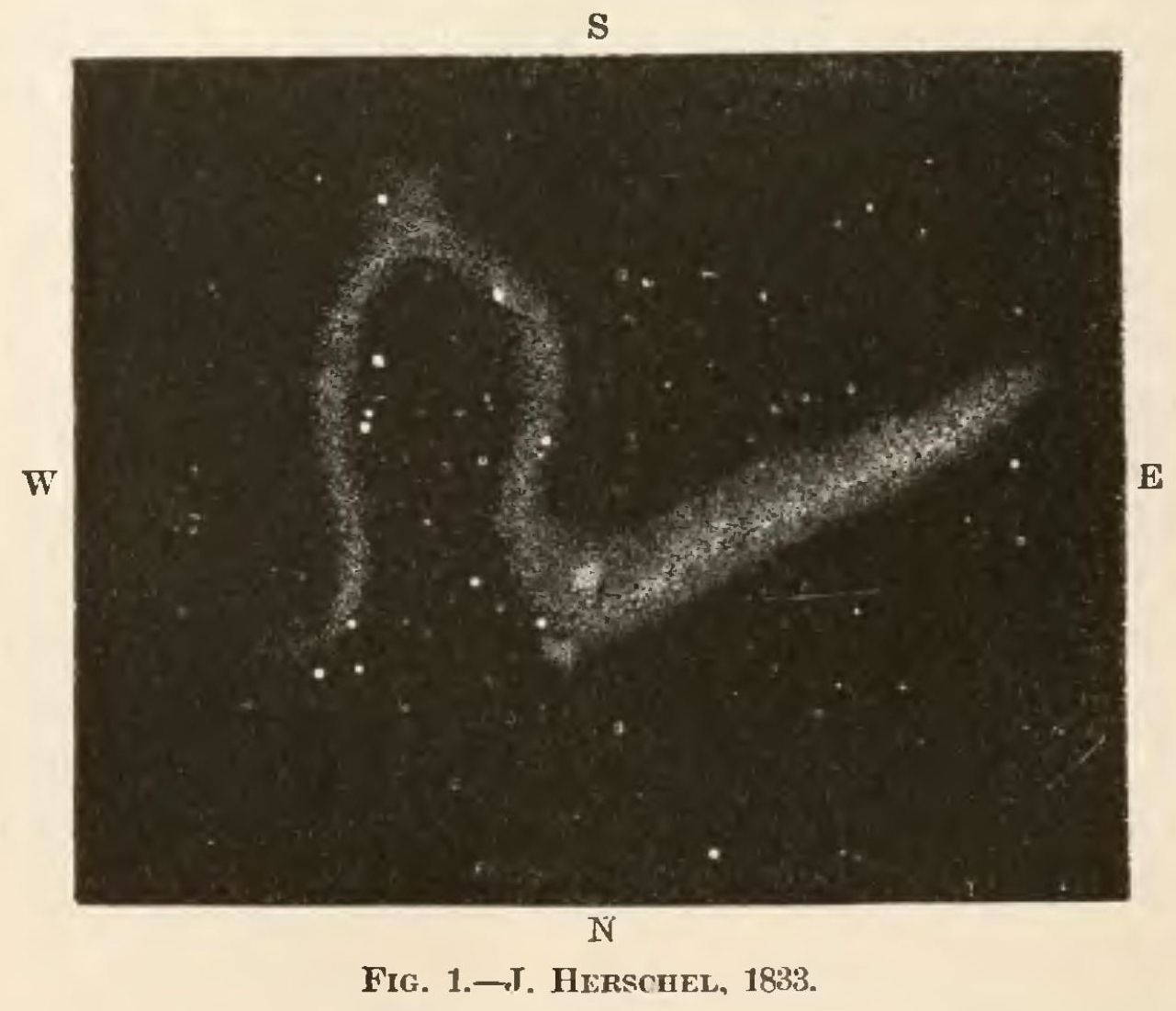
約翰·赫歇爾在1833年繪製的星雲。
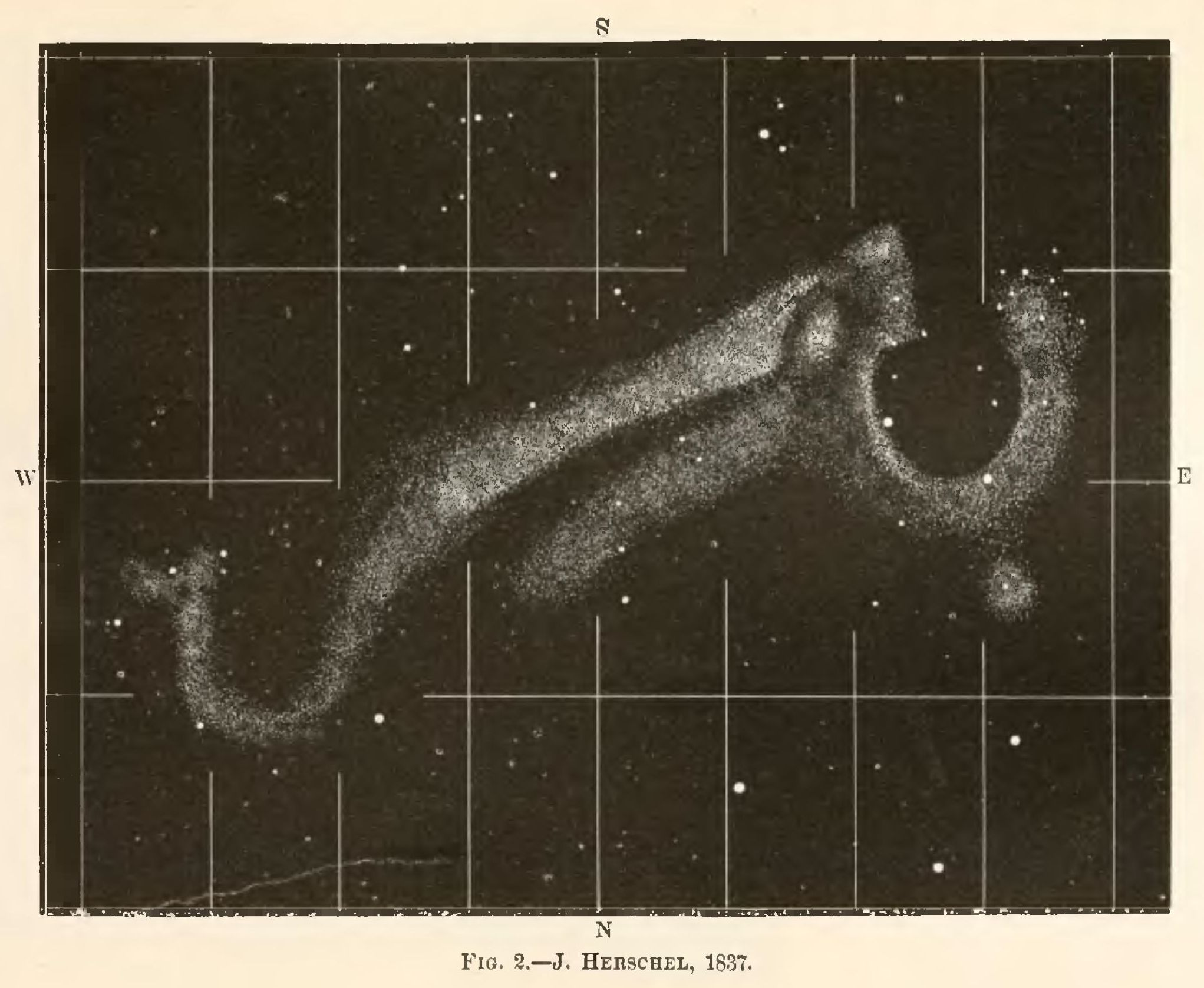
赫歇爾在1837年繪製的第二幅圖像。
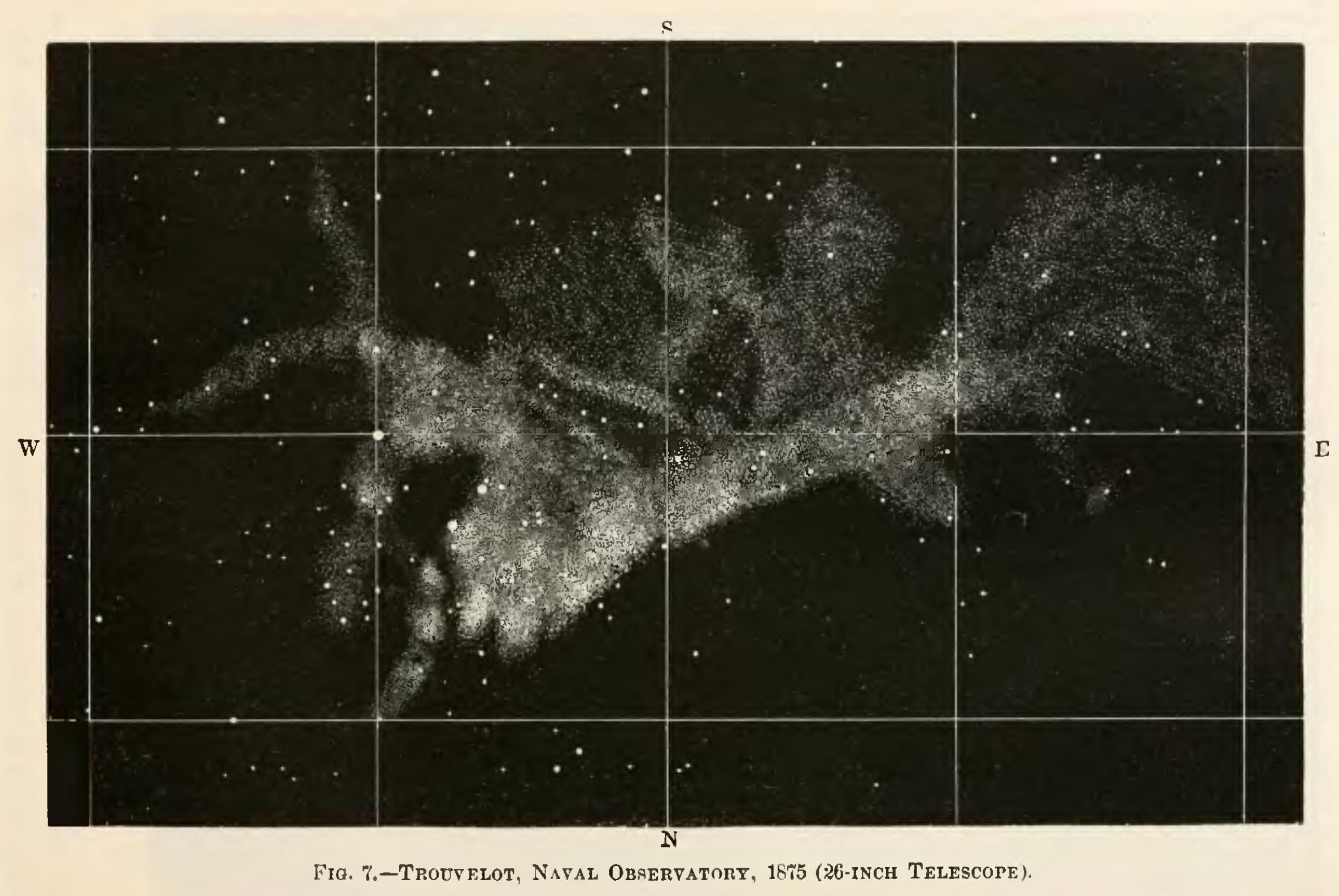
特魯夫洛特（Trouvelot）在1875年的素描。
- 這段錄影畫面為我們提供了玫瑰色恆星形成區域梅西耶17的特寫影像。

## 外部連結
维基文库中的相關文獻：The Horseshoe Nebula in Sagittarius
- Messier 17, SEDS Messier pages （页面存档备份，存于）
- Omega Nebula at ESA/Hubble
- WikiSky上关于The Omega Nebula的内容：DSS2, SDSS, GALEX, IRAS, 氢α, X射线, 天文照片, 天图, 文章和图片
- Omega Nebula (Messier 17) at Constellation Guide （页面存档备份，存于）